# Yech'
Cette page contient des caractères spéciaux ou non latins. S’ils s’affichent mal (▯, ?, etc.), consultez la page d’aide Unicode.
Yech', եչ en arménien ([jɛtʃʰ]), est la 5e lettre de l'alphabet arménien.

## Linguistique
Yech' est utilisé pour représenter le son d'une voyelle moyenne inférieure antérieure non arrondie ([ɛ]).

## Représentation informatique
- Unicode[1] :
  - Capitale Ե : U+0535
  - Minuscule ե : U+0565